# Coccidae

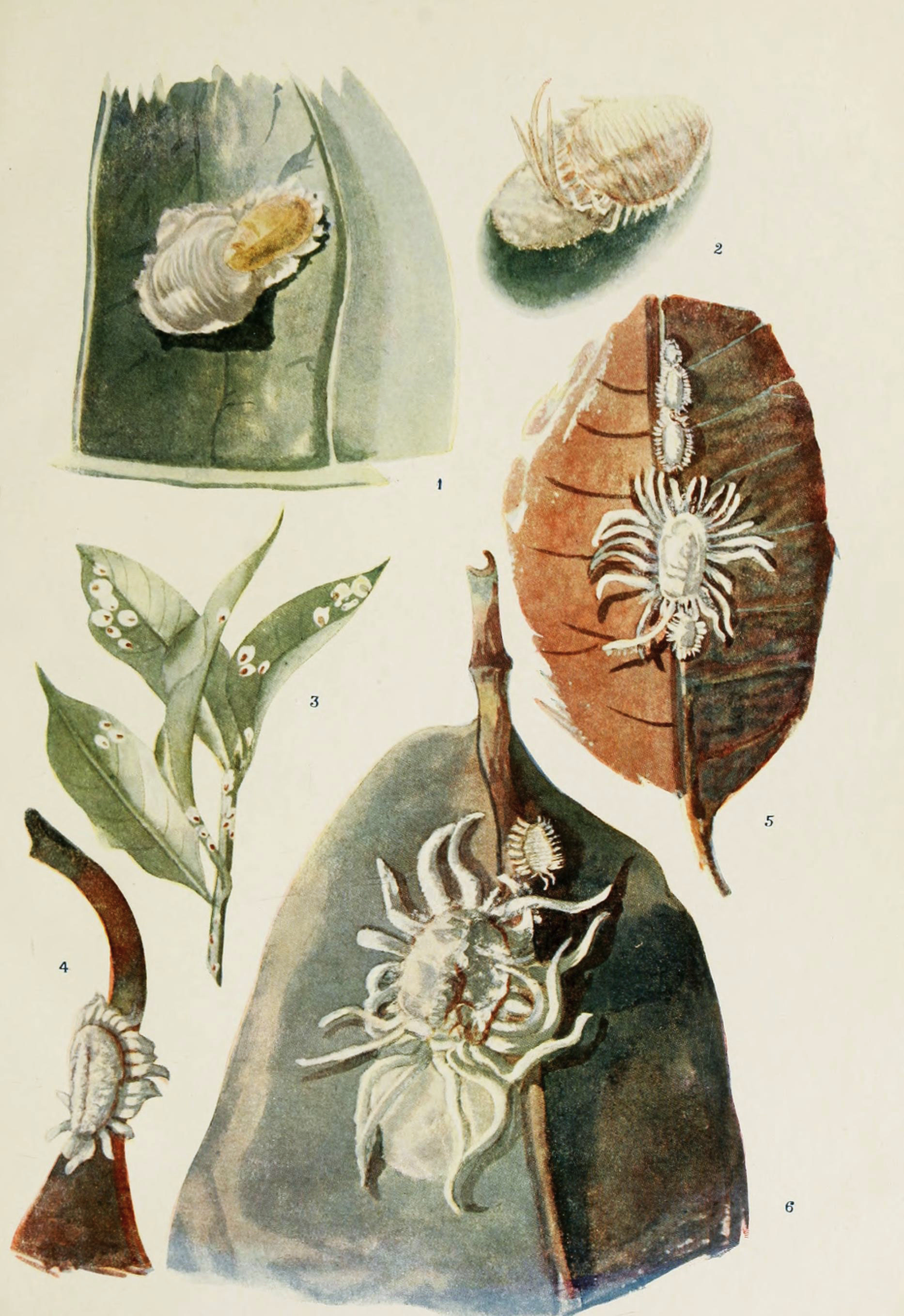
Coccidae de către Harold Maxwell-Lefroy

Coccidae sunt o familie de păduchi țestoși  aparținând suprafamiliei Coccoidea. Femelele sunt plate cu corpuri alungite și integumente netede ce pot fi acoperite cu ceară. În unele genuri, ele posedă picioare dar în altele, nu, iar antenele sunt scurte sau pot lipsi. Masculii pot fi înaripați sau să nu aibă nicio aripă. 

## Subfamilii
- Myzolecaniinae Hodgson, 1994

Genuri din această subfamilie
- Akermes
- Alecanium
- Alecanopsis
- Cribolecanium
- Cryptostigma
- Cyclolecanium
- Halococcus
- Houardia
- Megasaissetia
- Myzolecanium
- Neolecanium
- Paractenochiton
- Pseudophilippia
- Richardiella
- Torarchus
- Toumeyella
- Xenolecanium

În comun atacați de ciuperca Hypocrella.

## Genuri
- Antecerococcus
- Aspidiotus
- Ceroplastes
- Coccus Linnaeus, 1758
- Eucalymnatus Cockerell, 1901
- Eulecanium
- Kilifia De Lotto, 1965
- Lecanium
- Metaceronema
- Milviscutulus
- Paralecanium
- Parasaissetia
- Parthenolecanium
- Phenacoccus Cockerell, 1902
- Protopulvinaria
- Pulvinaria Targioni-tozzetti, 1867
- Saissetia Deplanche, 1858